# Mertensia maritima
Mertensia maritima là loài thực vật có hoa trong họ Mồ hôi. Loài này được (L.) Gray mô tả khoa học đầu tiên năm 1821.